# Kjell Ingebretsen
Kjell Ingebretsen,  född den 28 maj 1943 i Skien, är en norsk-svensk dirigent, hovkapellmästare, professor och musikadministratör. Han är ledamot av Kungliga Musikaliska Akademien sedan 1995 och var dess preses från 2007 till 2012.
Ingebretsen var tidigare professor i orkesterdirigering vid Kungliga Musikhögskolan i Stockholm. Som mångårig dirigent vid Kungliga Operan dirigerade han, förutom hela den klassiska opera och balettrepertoaren, en rad uppmärksammade uruppföranden. Bland annat den kontroversiella operan Josef från 1979 med musik av Björn Wilho Hallberg, text av Karin Boldemann och i regi av Göran Järvefelt. 1991 dirigerade han det mycket uppmärksammade uruppförandet av Daniel Börtz opera Backanterna i regi av Ingmar Bergman. 1992 kom den mycket kritikerrosade operan  Ett drömspel. Ingvar Lidholm skrev libretto och musik efter August Strindbergs skådespel. Regisserade gjorde Götz Friedrich.
Han var operachef vid GöteborgsOperan 1996–2005. 2006 utnämndes han till Norges första professor i Opera vid KHiO i Oslo, en anställning han innehade fram till 2011. Han har också varit konstnärlig ledare för masterutbildningen i symfoniskt orkesterspel tillika adjungerad professor vid Högskolan för scen och musik vid Göteborgs universitet (2011-2017). 

## Priser och utmärkelser
- 1995 – Ledamot nr 896 av Kungliga Musikaliska Akademien
- 2004 – Litteris et Artibus.
- 2005 – Tidskriften OPERA:s "Operapris".[3]
- 2009 – Hedersdoktor vid Göteborgs universitets konstnärliga fakultet.[4]
- 2013 – Medaljen för tonkonstens främjande

## Dirigent i urval
- 1993 – Backanterna